# Manfred Walther
Manfred Walther, né le 24 septembre 1948 à Parchim (Mecklembourg-Poméranie-Occidentale en zone d'occupation soviétique) est un juriste et homme politique est-allemand. Il est ministre de la Justice en 1990.

## Biographie
Après le lycée, Manfred Walther travaille comme électricien et entreprend des études de droit. Il rejoint la CDU-Est en 1968 et siège dans plusieurs parlements régionaux. Lors du processus de réunification, il est secrétaire d'État à la Justice dans le cabinet de Maizière, et du 16 août 1990 à la fin de la RDA, ministre de la Justice par intérim. Il siège dans l’assemblée du Lang de Brandebourg entre 1990 et 1994, élu sur une liste régionale ; il y est vice-président du Parlement.
Il s'installe par la suite comme avocat et notaire à Berlin, où il possède son propre cabinet. Il est corédacteur en chef du journal Neue Justiz.

## Sources
- (de) Cet article est partiellement ou en totalité issu de l’article de Wikipédia en allemand intitulé « Manfred Walther » (voir la liste des auteurs).